# 亚克福
亚克福，是匈牙利沃什州所辖的一个村，总面积20.11平方公里，总人口536，人口密度26.7人/平方公里（2010年1月1日）。